# Wygwizdów (powiat radomszczański)
Wygwizdów – wieś w Polsce położona w województwie łódzkim, w powiecie radomszczańskim, w gminie Przedbórz.
W latach 1975–1998 miejscowość administracyjnie należała do województwa piotrkowskiego. Wieś sąsiaduje z Nosalewicami od północy. Znajduje się ona nieopodal trasy wiodącej do Przedborza.
Liczba mieszkańców w miejscowości Wygwizdów w 2011 roku wynosiła 136.
Wierni Kościoła rzymskokatolickiego należą do parafii św. Aleksego w Przedborzu.